# Janusz Mulewicz

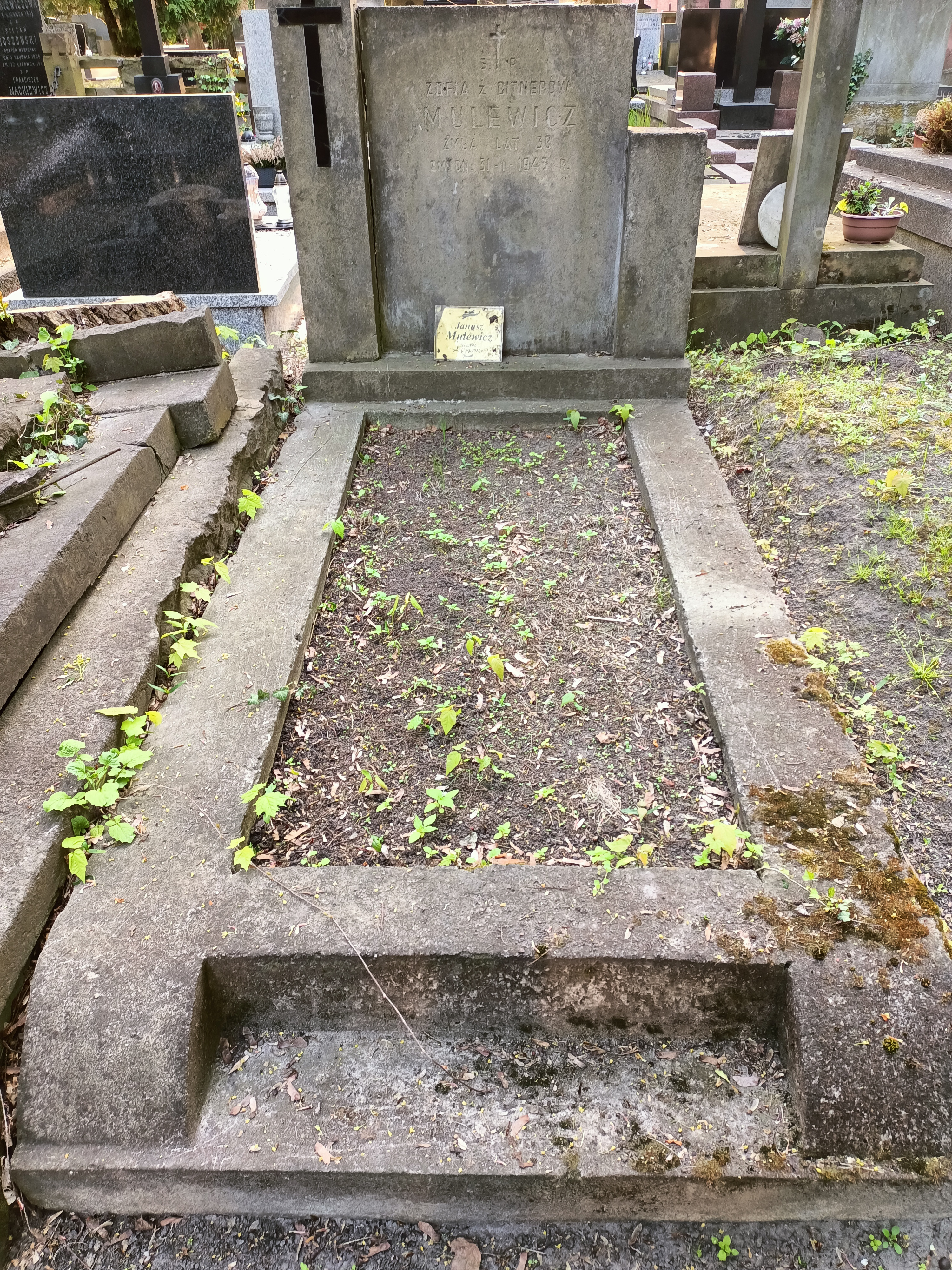
Grób Janusza Mulewicza na cmentarzu Powązkowskim w Warszawie

Janusz Mulewicz (ur.26 sierpnia 1935, zm. 17 marca 2011 w Warszawie) – polski aktor, muzyk, kompozytor, popularyzator folkloru warszawskiego.
W 1961 r., ukończył warszawską Państwową Wyższą Szkołę Teatralną uzyskując dyplom aktora dramatycznego. Był wieloletnim liderem Orkiestry z Chmielnej, z którą nagrał liczne płyty, nagrania radiowe i telewizyjne oraz współpracownikiem Kapeli Czerniakowskiej, z oboma tymi formacjami  koncertował w ZSRR, NRD, Czechosłowacji a w 2001 r., w Belgii i Niemczech. Współpracował z zespołem Stasiek Wielanek i Kapela Warszawską, a także z Hanką Bielicką (dwukrotnie występował z nią w USA i Kanadzie).  
Zmarł po długiej chorobie. Został pochowany 24 marca 2011, na cmentarzu Powązkowskim w Warszawie. W czasie pogrzebu zagrała Orkiestra z Chmielnej. 